# Pradera (estación)
La estación sencilla Pradera - Plaza Central hace parte del sistema de transporte masivo de Bogotá llamado TransMilenio inaugurado en el año 2000.

## Ubicación
La estación está ubicada en el sector de la zona industrial de la ciudad, más específicamente sobre la Avenida de Las Américas entre carreras 64 y 65A. Se accede a ella a través de un puente peatonal ubicado sobre la Carrera 65A.
Atiende la demanda de los barrios Salazar Gómez, La Pradera y sus alrededores.
En las cercanías están los estudios de RCN Televisión, la sede del Fondo Nacional del Ahorro (antes Siemens AG), el centro comercial Plaza Central y la zona de Outlets de la Avenida de Las Américas.

## Origen del nombre
La estación recibe su nombre del barrio ubicado en el costado sur. La estación únicamente se llamó «Pradera» hasta el 2024. Sin embargo, en el marco del plan que tiene la empresa TransMilenio para buscar aliados comerciales, al nombre de la estación se le añadió el texto «Plaza Central», nombre del centro comercial que se encuentra en sus cercanías.

## Historia
Entre los años 2003 y 2004 fue inaugurada la Troncal de las Américas desde la estación Distrito Grafiti, hasta la estación Transversal 86.
Durante el Paro nacional de 2019, la estación sufrió diversos ataques que afectaron de forma considerable las puertas de vidrio y demás infraestructura de la estación, razón por la cual no estuvo operativa por algunos días luego de lo ocurrido.
Durante el Paro nacional de 2021, la estación sufrió diversos ataques que afectaron de forma considerable las puertas de vidrio y demás infraestructura de la estación, razón por la cual se encontró inoperativa. Por ello se implementó un servicio circular como contingencia.

## Servicios de la estación

### Servicios troncales
| Tipo                                | Rutas al Oriente | Rutas al Occidente |
| ----------------------------------- | ---------------- | ------------------ |
| Ruta fácil                          | 5                | 5                  |
| Expresos todos los días todo el día | J23              | F23                |
| Expresos lunes a sábado todo el día | M51              | F51                |

### Esquema
| ← Occidente |         |         |
| Carrera 65  | 5       | F23F51  |
| Puente      | Vagón 2 | Vagón 1 |
| Carrera 65  | 5       | J23M51  |
| Oriente →   |         |         |

### Servicios urbanos
Así mismo funcionan las siguientes rutas urbanas del SITP en los costados externos a la estación, circulando por los carriles de tráfico mixto sobre la Avenida de Las Américas, con posibilidad de trasbordo usando la tarjeta TuLlave:
| Código | Sector             | Dirección            | Rutas                            |
| ------ | ------------------ | -------------------- | -------------------------------- |
| 063A07 | F Estación Pradera | Av. Américas - KR 65 | A501A532A516A532K505L519 593 731 |
| 062A07 | F Estación Pradera | Av. Américas - KR 65 | C154G505G507G516G519G532 593 731 |

## Ubicación geográfica
| Noroeste: N Calle 11     | Norte: K Salitre - El Greco | Nordeste: Puente Aranda  |
| Oeste: F Marsella        |                             | Este: F Distrito Grafiti |
| Suroeste: N Av. Américas | Sur: G Alquería             | Sureste: Puente Aranda   |